# Corte de Cuentas de la República (El Salvador)
La Corte de Cuentas de la República de El Salvador es un organismo estatal establecido en la Constitución salvadoreña, para velar por la transparencia en la gestión pública. Esta institución es autónoma de los tres Poderes del Estado y ejerce funciones técnicas y jurisdiccionales.
El antecedente de esta institución fue el Tribunal Superior de Cuentas y la Contaduría Mayor de Cuentas, establecidos en la Constitución de 1872. Por decreto legislativo obtuvo la categoría de institución independiente del Estado en 1901. En 1919 se emitió la primera Ley Orgánica del Tribunal Superior de Cuentas.  En 1930, por decreto legislativo, se creó la Auditoría General de la República. En la Constitución de 1939, se estableció que estos tres entes se fusionarían pasando a denominarse Corte de Cuentas de la República. 
La Constitución vigente, aprobada en 1983, establece en su artículo 195 que la Corte de Cuentas de la República debe realizar la fiscalización técnico y legal de la Hacienda Pública en general, y supervisar la ejecución del presupuesto en particular. Además en su artículo 196 establece que para el ejercicio de sus funciones jurisdiccionales, la Corte de Cuentas de la República tendrá una Cámara de Segunda Instancia, formada por el presidente de la institución y dos magistrados. Estos funcionarios son electos por la Asamblea Legislativa para un período de tres años.
Actualmente la institución es presidida por Walter Salvador Sosa Funes, presidente a partir el 7 de febrero de 2025 y por Julio Guillermo Bendek Panameño y José Rodrigo Flores Ramos, como primer y segundo magistrado, respectivamente. 